# Rock the Cosmos Tour
Tournées par Queen + Paul Rodgers
Queen + Paul Rodgers Tour
Rock The Cosmos Tour est la deuxième tournée mondiale de la formation Queen + Paul Rodgers, destinée à promouvoir leur premier album, The Cosmos Rocks. Le concert de Kharkov, en Ukraine, est sorti en DVD et double CD le 15 juin 2009 sous le titre Live in Ukraine.

## Liste des morceaux interprétés
1. Hammer to Fall
2. Tie Your Mother Down
3. Fat Bottomed Girls
4. Another One Bites The Dust
5. I Want It All
6. I Want to Break Free
7. C-lebrity
8. Surf's Up...School's Out!
9. Seagull
10. Love of My Life
11. '39
12. Bass Solo
13. Drum Solo
14. I'm In Love With My Car
15. A Kind of Magic
16. Say It's Not True
17. Bad Company
18. We Believe
19. Guitar Solo
20. Bijou
21. Last Horizon
22. Radio Ga Ga
23. Crazy Little Thing Called Love
24. The Show Must Go On
25. Bohemian Rhapsody

Rappel :
1. Cosmos Rockin'
2. All Right Now
3. We Will Rock You
4. We Are the Champions
5. God Save The Queen

## Dates de la tournée
| Date              | Ville          | Pays                | Lieu                             | Première partie | Spectateurs |
| ----------------- | -------------- | ------------------- | -------------------------------- | --------------- | ----------- |
| Europe            |                |                     |                                  |                 |             |
| 3 septembre 2008  | Londres        | Royaume-Uni         | Elstree Film Studio              |                 | 50          |
| 12 septembre 2008 | Kharkov        | Ukraine             | Freedom Square                   |                 | 350 000     |
| 15 septembre 2008 | Moscou         | Russie              | Olympic Arena                    |                 | 19 000      |
| 16 septembre 2008 | Moscou         | Russie              | Olympic Arena                    |                 | 19 000      |
| 19 septembre 2008 | Riga           | Lettonie            | Arena Riga                       |                 | 12 500      |
| 21 septembre 2008 | Berlin         | Allemagne           | Velodrom                         |                 | 8 500       |
| 23 septembre 2008 | Anvers         | Belgique            | Sportpaleis Merksem              |                 | 15 000      |
| 24 septembre 2008 | Paris          | France              | Palais omnisports de Paris-Bercy |                 | 15 000      |
| 26 septembre 2008 | Rome           | Italie              | Palalottomatica                  |                 | 10 000      |
| 28 septembre 2008 | Milan          | Italie              | Datchforum                       |                 | 13 000      |
| 29 septembre 2008 | Zurich         | Suisse              | Hallenstadion                    |                 | 10 000      |
| 1er octobre 2008  | Munich         | Allemagne           | Olympiahalle                     |                 | 9 500       |
| 2 octobre 2008    | Mannheim       | Allemagne           | SAP Arena                        |                 | 11 500      |
| 4 octobre 2008    | Hanovre        | Allemagne           | TUI Arena                        |                 | 14 000      |
| 5 octobre 2008    | Hambourg       | Allemagne           | Color Line Arena                 |                 | 16 000      |
| 7 octobre 2008    | Rotterdam      | Pays-Bas            | Ahoy Rotterdam                   |                 | 9 500       |
| 8 octobre 2008    | Luxembourg     | Luxembourg          | Rockhal                          |                 | 6 500       |
| 10 octobre 2008   | Nottingham     | Royaume-Uni         | Nottingham Arena                 |                 | 8 960       |
| 11 octobre 2008   | Glasgow        | Écosse              | SECC                             |                 | 12 500      |
| 13 octobre 2008   | Londres        | Royaume-Uni         | The O2                           |                 | 20 000      |
| 14 octobre 2008   | Cardiff        | Pays de Galles      | Cardiff International Arena      |                 | 7 500       |
| 16 octobre 2008   | Birmingham     | Royaume-Uni         | National Indoor Arena            |                 | 13 000      |
| 18 octobre 2008   | Liverpool      | Royaume-Uni         | Echo Arena                       |                 | 11 500      |
| 19 octobre 2008   | Sheffield      | Royaume-Uni         | Sheffield Arena                  |                 | ?           |
| 22 octobre 2008   | Barcelone      | Espagne             | Palau Sant Jordi                 |                 | 18 000      |
| 24 octobre 2008   | Murcie         | Espagne             | Estadio Nueva Condomina          |                 | 18 000      |
| 25 octobre 2008   | Madrid         | Espagne             | Palacio de los Deportes          |                 | 17 500      |
| 28 octobre 2008   | Budapest       | Espagne             | Budapest Sports Arena            |                 | 12 000      |
| 29 octobre 2008   | Belgrade       | Serbie              | Belgrade Arena                   |                 | 20 000      |
| 31 octobre 2008   | Prague         | République tchèque  | O2 Arena                         |                 | 16 000      |
| 1er novembre 2008 | Vienne         | Autriche            | Wiener Stadthalle                |                 | 13 700      |
| 4 novembre 2008   | Newcastle      | Royaume-Uni         | Metro Radio Arena                |                 | 13 000      |
| 5 novembre 2008   | Manchester     | Royaume-Uni         | MEN Arena                        |                 | 17 000      |
| 7 novembre 2008   | Londres        | Royaume-Uni         | The O2                           |                 | 16 000      |
| 8 novembre 2008   | Londres        | Royaume-Uni         | Wembley Arena                    |                 | 12 000      |
| 14 novembre 2008  | Dubaï          | Émirats arabes unis | Dubai Autodrome                  |                 | 14 000      |
| 19 novembre 2008  | Santiago       | Chili               | Estadio San Carlos de Apoquindo  |                 | 22 000      |
| 21 novembre 2008  | Buenos Aires   | Argentine           | Estadio José Amalfitani          |                 | 45 000      |
| 26 novembre 2008  | São Paulo      | Brésil              | Via Funchal Arena                |                 | 4 000       |
| 27 novembre 2008  | São Paulo      | Brésil              | Via Funchal Arena                |                 | 5 000       |
| 29 novembre 2008  | Rio de Janeiro | Brésil              | Copacabana Beach                 |                 | 12 000      |

## Déroulement de la tournée
Lors du traditionnel Guitar solo, Brian May interprète toujours un passage de sa chanson Last Horizon, comme il faisait lors de la tournée précédente ; il exécute également la chanson Bijou, une chanson du dernier album de Queen avec Freddie Mercury, qui apparait d'ailleurs sur l'écran géant (un enregistrement studio de la chanson Bijou) pour chanter les quelques lignes de la chanson.

## Les différents concerts

### Londres
Le 3 septembre 2008, la formation Queen + Paul Rodgers donne un mini-concert promotionnel dans un studio de Londres, devant une cinquantaine de journalistes internationaux, et interprète 8 titres : Fat Bottomed Girls, Another One Bites The Dust, Hammer to Fall, I Want it All, I Want to Break Free, A Kind of Magic, Shooting Star et Cosmos Rockin', la dernière chanson étant issue de leur album The Cosmos Rocks. 

### Kharkov
Le premier vrai concert de la tournée est donné gratuitement à Kharkov le 12 septembre 2008, au Freedom Square, une place en centre-ville, devant pas moins de 350 000 fans. Tout comme lors du Magic Tour, le concert est introduit par One Vision.
Filmé et diffusé à la télévision en direct, ce concert sortira également en DVD à la fin de la tournée.

### Riga
Pour le concert qui se tient dans la capitale de la Lettonie le 19 septembre 2008, les spectateurs ont droit à une guest star à la batterie sur la chanson All Right Now, et pas des moindres : le premier ministre letton en personne, Ivars Godmanis. Connu pour être un amateur de Rock, celui-ci anime même une chronique musicale sur une radio lettonne chaque dimanche matin.

## Personnel
- Brian May – guitare, chant
- Roger Taylor – percussions, chant
- Paul Rodgers - chant, guitare, piano

### Extras
- Spike Edney – claviers, chœurs
- Danny Miranda - guitare basse, guitare acoustique, chœurs
- Jamie Moses - guitare rythmique, chœurs